# Flintiella
Flintiella F.D. Ott, 1970 é o nome botânico de um gênero de algas vermelhas unicelulares da família Porphyridiaceae.

## Espécies
Apresenta uma única espécie:
- Flintiella sanguinaria F.D. Ott 1970